# Marcel Ruiz
Marcel Alejandro Ruiz Suárez (Mérida, Yucatán, México, 26 de octubre de 2000) es un futbolista mexicano. Juega como mediocentro ofensivo y su equipo actual es el Deportivo Toluca de la Primera División de México.

## Trayectoria

### Inicios y Querétaro Fútbol Club
Inició en las Fuerzas Básicas del Venados Fútbol Club, tras destacar con los venados jugando en el equipo sub-15, un visor del Querétaro, vio cualidades en el y lo invitó a formar parte de las categorías inferiores, sus cualidades le permitieron que para el Apertura 2018 fuera llamado al primer equipo por Rafael Puente del Río y haciendo su debut profesional en la Copa México jugando dos partidos y debutó en la primera división el viernes 20 de julio de 2018 frente al Atlas Fútbol Club.
Anotó su primer gol en Primera División en la jornada 6 contra el Club Universidad Nacional.

### Club Tijuana
El 17 de junio de 2020 se hace oficial su transferencia al Club Tijuana. Su debut con el equipo fue el 6 de agosto en un partido de liga ante Tigres, arrancó como titular y completo todo el encuentro, al final su equipo terminó empatando a cero goles con el conjunto felino.

### Deportivo Toluca
El 21 de junio de 2022 se hizo oficial su llegada al Deportivo Toluca.

## Selección nacional

### Categorías inferiores
El 30 de junio de 2019 Ruiz es incluido en la lista definitiva de jugadores qué disputarían el Juegos Panamericanos 2019 en Perú. Jugó el segundo partido de la fase de grupos ante Argentina en el cual entró de cambio al minuto 78', días después tuvo actividad en el último partido de la fase de grupos ante Ecuador en donde también entró de cambio al minuto 59', su tercer partido se dio en la ronda de semifinales ante Honduras donde fue titular y salió de cambio, en dicho encuentro el cuadro mexicano terminaría perdiendo en tandas de penales y su último partido dentro del torneo se dio en el duelo por la medalla de bronce ante Uruguay arrancando como titular y saliendo de cambio. Al final lograron ganar la presea de bronce al imponerse uno a cero a la escuadra charrúa.
Fue convocado para el Torneo Esperanzas de Toulon de 2019 por Jaime Lozano. El único partido donde tuvo participación en el torneo fue en el encuentro por el tercer lugar ante Irlanda arrancando como titular y completando todo el partido que terminó con la victoria mexicana en tanda de penales.
El 14 de mayo de 2021 recibió una convocatoria para disputar una gira de preparación en Marbella, España. Su debut se dio el 5 de junio ante Rumania en el cual arrancó como titular y salió de cambio al minuto 70', días después el 12 de junio tendría actividad ante Australia entrando de cambio al minuto 80'.

### Participaciones en fases finales
| Torneo                              | Categoría | Sede     | Resultado    | Partidos | Goles |
| ----------------------------------- | --------- | -------- | ------------ | -------- | ----- |
| Juegos Panamericanos 2019           | Sub-22    | Perú     | Tercer lugar | 4        | 0     |
| Torneo Esperanzas de Toulon de 2019 | Sub-23    | Francia  | Tercer lugar | 1        | 0     |
| Liga de Naciones Concacaf 2022-23   | Absoluta  | Concacaf | Subcampeón   | 1        | 0     |

## Palmarés

### Campeonatos nacionales
| Título               | Equipo | País   | Año  |
| -------------------- | ------ | ------ | ---- |
| Primera División     | Toluca | México | 2025 |
| Campeón de Campeones | Toluca | México | 2025 |

### Campeonatos internacionales
| Título                     | Club                | Sede                   | Año  |
| -------------------------- | ------------------- | ---------------------- | ---- |
| Copa de Oro de la Concacaf | Selección de México | Estados Unidos- Canadá | 2025 |

## Estadísticas
| Club | Div.                | Temporada           | Liga nacional(1) | Liga nacional(1) | Liga nacional(1) | Copas nacionales(2) | Copas nacionales(2) | Copas nacionales(2) | Torneos internacionales(3) | Torneos internacionales(3) | Torneos internacionales(3) | Total | Total | Total  | Media goleadora |
| Club | Div.                | Temporada           | Part.            | Goles            | Asist.           | Part.               | Goles               | Asist.              | Part.                      | Goles                      | Asist.                     | Part. | Goles | Asist. | Media goleadora |
| --- | ------------------- | ------------------- | ---------------- | ---------------- | ---------------- | ------------------- | ------------------- | ------------------- | -------------------------- | -------------------------- | -------------------------- | ----- | ----- | ------ | --------------- |
| Querétaro F. C. México | 1.ª                 | 2018-19             | 27               | 2                | 2                | 7                   | 0                   | 0                   | 0                          | 0                          | 0                          | 34    | 2     | 2      | 0.06            |
| Querétaro F. C. México | 1.ª                 | 2019-20             | 22               | 4                | 0                | 4                   | 0                   | 0                   | 0                          | 0                          | 0                          | 26    | 4     | 0      | 0.17            |
| Querétaro F. C. México | Total club          | Total club          | 49               | 6                | 2                | 11                  | 0                   | 0                   | 0                          | 0                          | 0                          | 60    | 6     | 2      | 0.1             |
| C. Tijuana México | 1.ª                 | 2020-21             | 23               | 0                | 0                | 1                   | 0                   | 0                   | 0                          | 0                          | 0                          | 24    | 0     | 0      | 0.00            |
| C. Tijuana México | 1.ª                 | 2021-22             | 22               | 2                | 0                | 0                   | 0                   | 0                   | 0                          | 0                          | 0                          | 22    | 2     | 0      | 0.09            |
| C. Tijuana México | Total club          | Total club          | 45               | 2                | 0                | 1                   | 0                   | 0                   | 0                          | 0                          | 0                          | 46    | 2     | 0      | 0.04            |
| D. Toluca México | 1.ª                 | 2022-23             | 39               | 3                | 1                | 0                   | 0                   | 0                   | 0                          | 0                          | 0                          | 39    | 3     | 1      | 0.08            |
| D. Toluca México | 1.ª                 | 2023-24             | 9                | 1                | 3                | 0                   | 0                   | 0                   | 4                          | 2                          | 1                          | 13    | 3     | 4      | 0.23            |
| D. Toluca México | Total club          | Total club          | 48               | 4                | 4                | 0                   | 0                   | 0                   | 4                          | 2                          | 1                          | 52    | 6     | 5      | 0.12            |
| Total en su carrera | Total en su carrera | Total en su carrera | 142              | 12               | 6                | 12                  | 0                   | 0                   | 4                          | 2                          | 1                          | 158   | 14    | 7      | 0.09            |
| (1)Incluye datos de la Primera División de México (2)Incluye datos de la Copa México (2)Incluye datos de la Liga de Campeones de la Concacaf |                     |                     |                  |                  |                  |                     |                     |                     |                            |                            |                            |       |       |        |                 |